# Catonephele beccarii
Catonephele beccarii är en fjärilsart som beskrevs av Ruggero Verity 1934. Catonephele beccarii ingår i släktet Catonephele och familjen praktfjärilar. Inga underarter finns listade i Catalogue of Life.